# Borealopelta
Borealopelta – wymarły rodzaj dinozaura, tyreofora z rodziny nodozaurów.
Skamieniałości znaleziono w Albercie, w Fort McMurray, dokładniej w Suncor Millennium Mine. Spoczywały w skałach wczesnokredowych formacji Clearwater (ogniwo Wabiskaw), datowanych dokładniej na apt. Uwagę badaczy przyciągnął niezwykły stopień ich zachowania. Otóż zachowały się nie tylko kości i pozostałości kostnego pancerza pokrywającego ciało zwierzęcia. Istotnie przetrwały skamieniałości głowy, szyi, części tułowia z kością krzyżową, niekompletna lewa i cała przednia kończyna, część stopy. Przez miliony lat przetrwały jednak także szczątki powłoki ciała, w tym keratynowych pochewek otaczających kostny rdzeń kolców oraz łusek, wraz z pozostałościami obecnych w nim związków organicznych. Udało się w nich wykryć resztki melaniny (eumelanina, feomelanina). Okaz holotypowy przechowuje Royal Tyrrell Museum of Palaeontology, oznaczając go (TMP) 2011.033.0001. Na jego podstawie opisano nowy rodzaj o nazwie Borealopelta. Pierwszy człon tej nazwy kreatorzy rodzaju wywodzą z łaciny, od słowa borealis oznaczającego północny. Nawiązuje on do położonego na północy (Alberta) miejsca znalezienia szczątków. Z kolei pelta bierze się z greki i oznacza tarczę, podobnie jak w ukutej przez Ostroma nazwie Sauropelta, i wskazuje na łuski i osteodermy chroniące ciało zwierzęcia. W obrębie rodzaju umieszczono gatunek B. markmitchelli. Badacze uhonorowali w ten sposób Marka Mitchella za ponad 70 000 godzin cierpliwej i umiejętnej preparatyki holotypu.
Borealopelta osiągała 5,5 m długości, ważyła około 1300 kg. Jej ciało okrywał pancerz, chroniły ją kolce. Pomimo kostnej zbroi była także ubarwiona ochronnie w barwach czerwieni i brązu, jej górna część ciała była ciemniejsza od dolnej (countershading). Budowa wskazywała na przynależność do rodziny nodozaurów. Od innych Nodosauridae odróżniała się szczegółami budowy pancerza, nozdrzy zewnętrznych. Przeprowadzona analiza filogenetyczna wskazała jako najbliższego krewnego Borealopelta Pawpawsaurus, a następnie Europelta